# Montre de gousset
 (mars 2023).

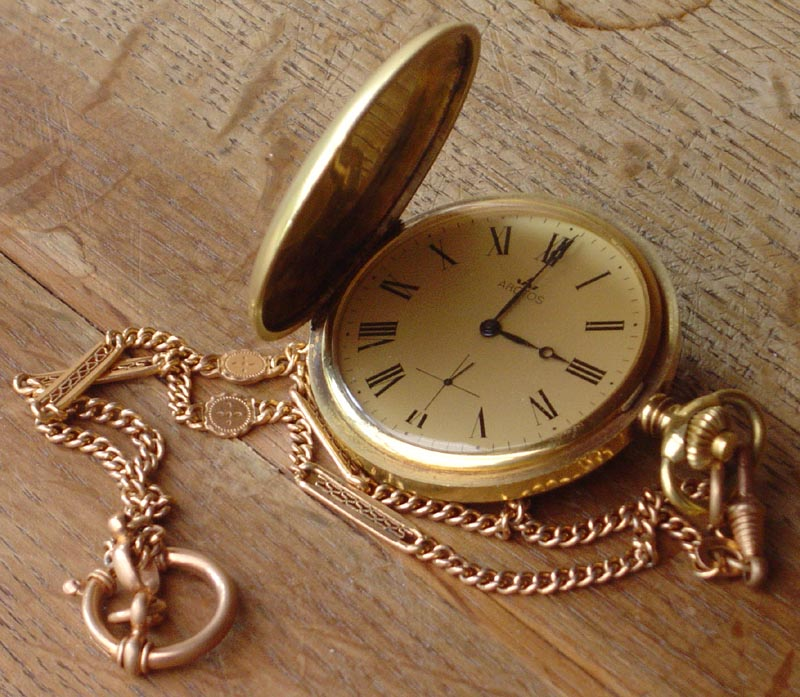
Montre de gousset à boite chasseur.

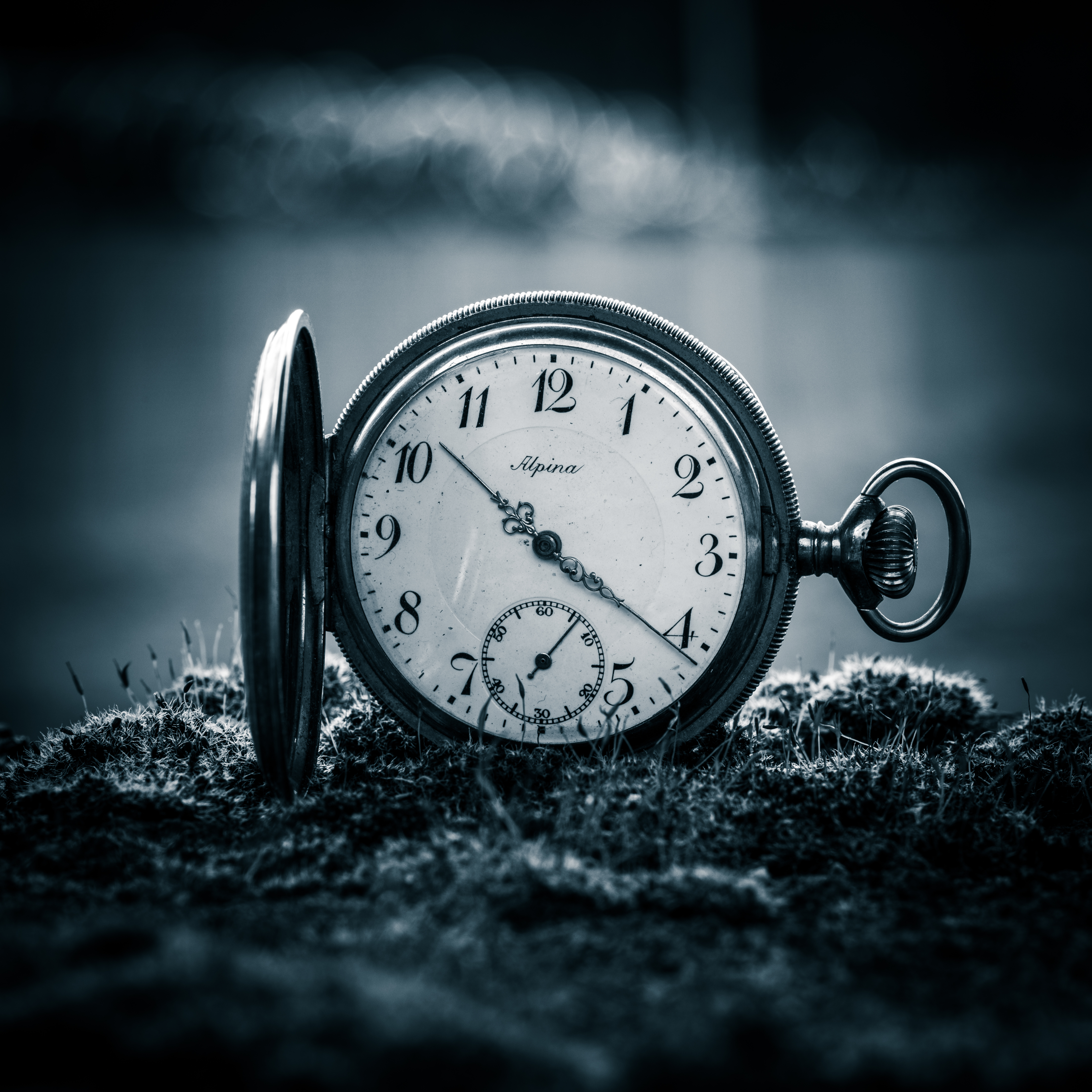
Une montre de gousset dans le Sondermunitionslager Dülmen-Visbeck (Allemagne).

Une montre de gousset ou montre à gousset est un type de montre de poches, le gousset étant le nom de la petite poche du gilet prévue à cet usage. Les montres sont généralement attachées au gilet par une chaîne ou un ruban et sont souvent pourvues d'un couvercle. Le remontoir et la molette de réglage de l'heure se trouvent à douze heures, dans l'anneau.
Il s'agit du modèle de montre le plus répandu jusqu'au début du XXe siècle, les montres-bracelets étant alors essentiellement destinées à la clientèle féminine.

## Histoire
Elles ont été le type de montre le plus courant depuis leur développement au XVIe siècle jusqu'à ce que les montres-bracelets deviennent populaires après la Première Guerre mondiale avec les montres de tranchée, utilisées par les soldats. 
Une première référence à la montre de gousset a été retrouvée dans une lettre datant de novembre 1462 de l'horloger italien Bartholomew Manfredi destinée au marquis de Mantoue Federico Gonzaga, où il lui offre une « horloge de poche » meilleure que celle du duc de Modène. On connait des horloges de poche portables utilisées par les rois de France ou de Bourgogne qu'ils faisaient suivre lors de leurs déplacements.
À la fin du XVe siècle, des horloges à ressort font leur apparition en Italie et en Allemagne. 
Peter Henlein, maître serrurier de Nuremberg, fabriquait régulièrement des montres de poche en 1524.
Sa première réalisation connue est la montre de 1505 : c'est une montre pommandre de 54 g, munie de trois pieds pour la poser sur une table, on pouvait aussi la suspendre au cou ou attacher à ses vêtements grâce à un petit anneau. Plus tard il fabriqua des montres plus plates généralement enchâssées dans une boite. Celles-ci préfigurent les œufs de Nuremberg (de) qui apparaîtront vers 1580.

## Types de montres de poche
Il existe deux principaux styles de montre de poche, la montre de poche chasseur et la montre de poche à face ouverte.

### Montres ouvertes

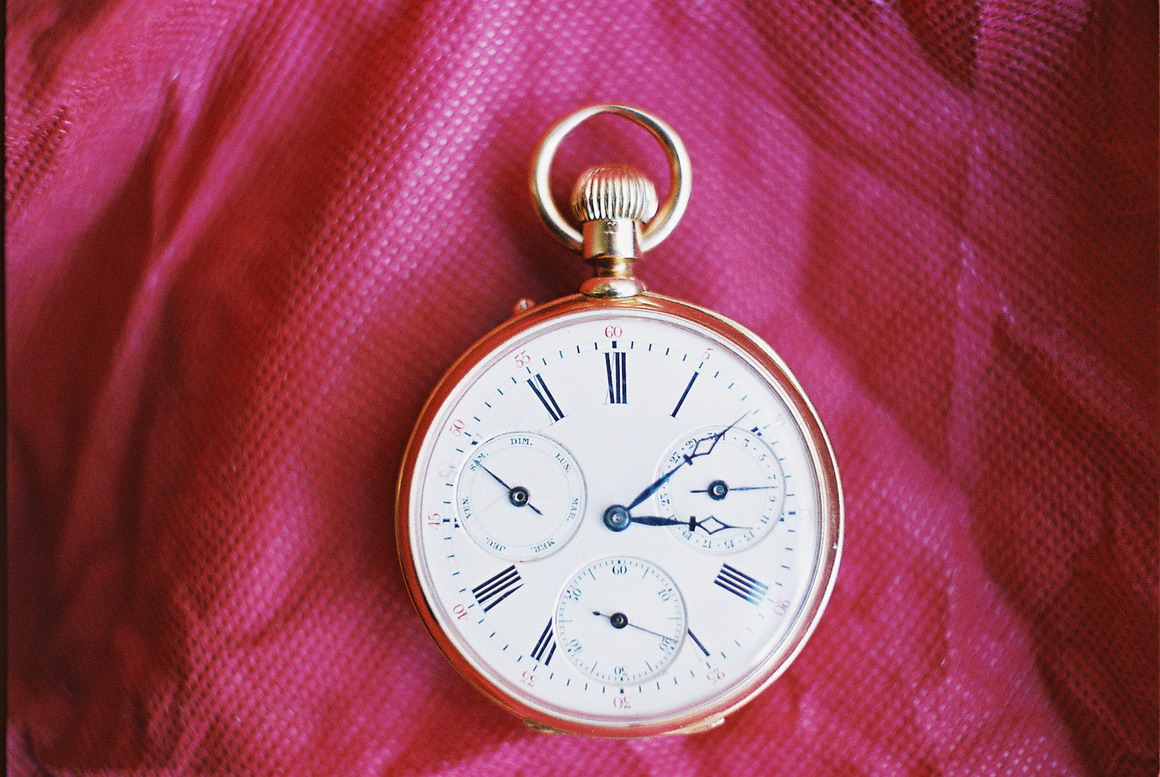
Montre de poche à face ouverte fabriquée en 1876.

Une montre à face ouverte, ou Lépine, est une montre dans laquelle le boîtier manque d’un couvercle en métal pour protéger le cristal. Il est typique pour une montre à visage ouvert d’avoir le pendentif situé à 12:00 et le cadran sous-seconde situé à 6:00. Occasionnellement, un mouvement de montre destiné à une boite de chasse (avec la tige de remontage à 3:00 et sous deuxième cadran à 6:00) aura la face à découvert (sans cristal de protection). Une telle montre est connue comme une « Sidewinder ». Alternativement, un tel mouvement de montre peut être équipé d’un soi-disant cadran de conversion, qui déplace la tige de remontage à 12:00 et le cadran sous-seconde à 3:00. Après 1908, les montres approuvées pour le service ferroviaire devaient être rangées dans des boîtiers à face ouverte avec la tige de remontage à 12 h.

### Montres chasseur
Une montre de poche a boite chasseur est un cas avec un ressort charnière couvercle circulaire en métal, qui se ferme sur le cadran de la montre et le cristal, les protégeant contre la poussière, rayures et autres dommages ou débris. Le nom provient d'Angleterre où « les chasseurs de renards trouvaient commode de pouvoir ouvrir leur montre et lire l’heure d’une main, tout en tenant les rênes de leur "chasseur" (cheval) dans l’autre main ». Il est également connu comme une « savonnette », d’après le mot français savon en raison de sa ressemblance à une barre de savon ronde. 
La plupart des montres anciennes et vintage chasseur ont les charnières de couvercle à la position 9 heures et la tige, la couronne et l’arc de la montre à la position 3 heures. Les montres de poche modernes à chasseur ont généralement les charnières pour le couvercle à la position 6 heures et la tige, la couronne et l’arc à la position 12 heures, comme avec les montres à face ouverte. Dans les deux styles de boîtiers de montre, le cadran des sous-secondes était toujours à la position 6 heures. Une montre de poche chasseur avec une chaîne à anneau de ressort est représentée en haut de cette page.
Un type intermédiaire, connu sous le nom de demi-chasseur (ou moitié-chasseur), est un style de boite dans lequel le couvercle extérieur a un panneau de verre ou un trou au centre donnant une vue des aiguilles. Les heures sont marquées, souvent en émail bleu, sur le couvercle extérieur lui-même; ainsi, avec ce type de cas on peut lire l’heure sans ouvrir le couvercle.